# Аустроазијски језици
Аустроазијски језици су велика језичка породица распрострањена у Југоисточној Азији и раштрканим заједницама у источној Индији и Бангладешу. Префикс аустро у латинском значи југ, дакле ради се о језицима са југа Азије. Њима се служи око 95 милиона људи.
Лингвисти сматрају да аустроазиски језици поникли из овог региона, док су остали језици који се ту данас говоре (индоевропски, таи-кадаи, дравидски и сино-тибетански) резултат каснијих миграција.
Аустроазијски језици се традиционално деле у две групе: мон-кмер језици Југоисточне Азије и североисточне Индије и мунда језици источне и централне Индије, делова Бангладеша и острва Никобари. Укупно их има 151, од којих 132 припада мон-кмер групи, док је 19 језика у групи мунда.

## Класификација
Постоји неколико класификација аустроазијских језика спроведених по различитим критеријумима. 
- Мунда језици (19 језика, 10 милиона говорника)
  - Северни мунда језици (10 језика, 9,5 милиона говорника)
    - сантали
    - мундари
    - хо
    - корку

  - Јужни мунда језици (9 језика, 0,6 милиона говорника)
    - карија
    - сора
- Мон-кмер језици (132 језика, 85 милиона говорника)
  - Источни мон-кмер
    - кмерски (или камбоџански, 1 језик, 8—10 милиона говорника)
    - пеар (6 језика, 12 хиљада говорника)
    - бахнар (36 језика, 1 милион говорника)
    - кату (16 језика, 1 милион говорника)
    - вијет-муонг (10 језика укључујући вијетнамски, 71 милион говорника)

  - Северни мон-кмер
    - каси (3 језика, 1,1 милиона говорника)
    - палаунг-ва (20 језика, 1,8 милиона говорника)
    - кму  (14 језика, 0,6 милиона говорника)

  - Јужни мон-кмер
    - мон (2 језика, 1 милион говорника)
    - асли (19 језика, 60 хиљада говорника)
    - паљу-пакан (5 језика, 15 хиљада говорника)

  - никобарски (6 језика, 35 хиљада говорника)

Најзначајнији аустроазијски језици су вијетнамски (70 милиона говорника), кмерски (8 милиона), сантали (6 милиона) и мундари (2 милиона).

## Аустроазијске миграције и археогенетика
Мицуру Сакитани сугерише да су хаплогрупа О1б1, која је уобичајена код аустроазијских народа и неких других етничких група у јужној Кини, и хаплогрупа О1б2, која је уобичајена код данашњих Јапанаца и Корејаца, потиче од раних земљорадника пиринча из Индокине. Друга студија сугерише да је хаплогрупа О1б1 главна аустроазијска очинска лоза, а О1б2 „парааустроазијска“ лоза народа Корејаца и Јајоја.
Једна студија из 2021. аутора Тагоре et al, утврдила је да су се протоаустроазијски говорници одвојили од изворне популације базалне источне Азије, пореклом из континенталне југоисточне Азије и североисточне Индије, што је такође довело до других популација повезаних с источном Азијом, укључујући Североисточне Азијате и староседилачке народе Америке. Протоаустроазијски говорници се могу повезати са материјалном културом Хоабинхијана. Из континенталне југоисточне Азије, аустроазијски говорници проширили су се на Индијски потконтинент и поморску југоисточну Азију. Постоје докази да су се касније повратне миграције из више северноисточноазијских група (као што су говорници кра-даја) спојиле са аутохтоним становницима југоисточне Азије, што је допринело фрагментацији уоченој међу савременим говорницима аустроазијског језика. На Индијском потконтиненту, аустроазијски говорници, посебно мундари, мешали су се са локалним становништвом. Штавише, закључили су да њихови резултати не подржавају генетски однос између древних ловаца-сакупљача Југоисточне Азије (Хоабинхијана) са групама сродним Папуанцима, као што су претходно предложили Макол et al. 2018, али да ове древне становнике Југоисточне Азије карактерише базално источноазијско порекло. Аутори су на крају закључили да генетика не кореспондира нужно са лингвистичким идентитетом, указујући на фрагментацију савремених аустроазијских говорника.